# Atompunk
Atompunk ist eine retrofuturistische Richtung des Cyberpunk-Genres, die Ähnlichkeiten zu Steampunk und Dieselpunk aufweist und oftmals in Kombination mit einem postapokalyptischem Atomkriegs-Szenario auftritt. Sie befasst sich mit Motiven aus der Ära des Kalten Krieges, in erster Linie mit Nuklearwaffen und Kernenergie.

## Definition
Als Atompunk können im Allgemeinen alle Werke bezeichnet werden, die sich mit Motiven der Ära des Kalten Krieges in einer alternativen Zeitlinie oder mit einem fiktiven Geschichtsverlauf beschäftigen. Solche Motive sind beispielsweise die Angst vor gegnerischer Spionage oder einer atomaren Eskalation der damaligen Verhältnisse, bestimmte Architekturstile, die Nuklearkatastrophe von Tschernobyl, die Möglichkeit eines Atomkriegs oder das Raumfahrt-Wettrüsten. Wichtig ist dabei die Inszenierung der Motive als Zukunftsvision aus Sicht der Ära („Retro-Futurismus“). Der Begriff setzt sich zusammen aus dem Wort „Atom“, stellvertretend für Radioaktivität, und dem angehängten Wort „Punk“, das den meisten Cyberpunk-Subgenres angehängt wird und von seiner ursprünglichen Bedeutung als „mies“ oder „rebellisch“ längst abgewichen ist. 

## Ausgewählte Vertreter
Die meisten Vertreter des Genres beschäftigen sich mit den Folgen eines Atomkriegs als Eskalation des Kalten Krieges.
- S.T.A.L.K.E.R.: Shadow of Chernobyl
- Watchmen
- Fallout
- Der Junge und sein Hund
- Fist of the North Star
- The Day After – Der Tag danach
- Tag Null
- The War Game
- Alternative 3
- Dr. Seltsam oder: Wie ich lernte, die Bombe zu lieben
- Straße der Verdammnis
- Das letzte Ufer